# Istrorumänen

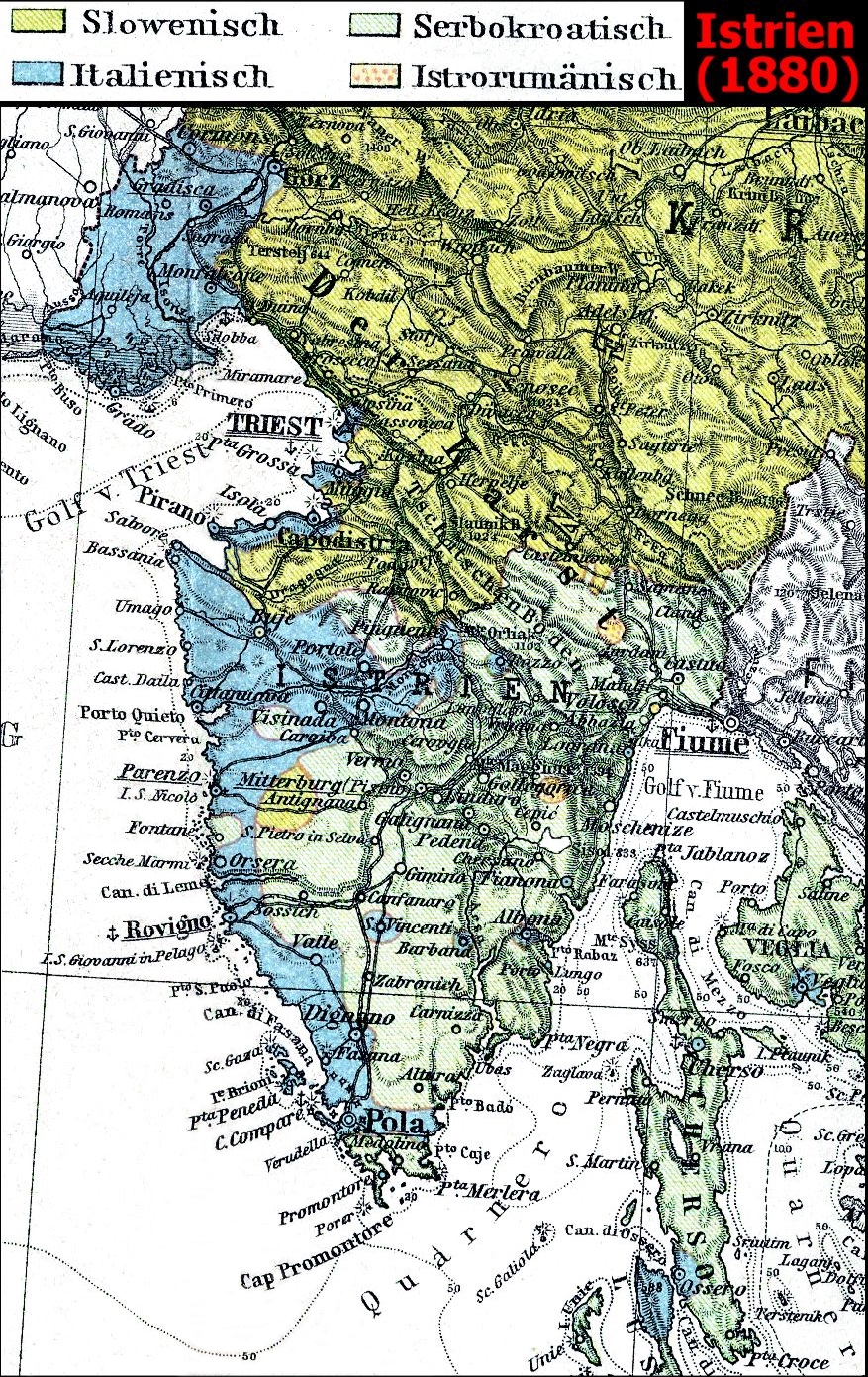
Historische Karte Istriens zur Hauptsprache (nach dem Volkszählungsergebnis von 1880)

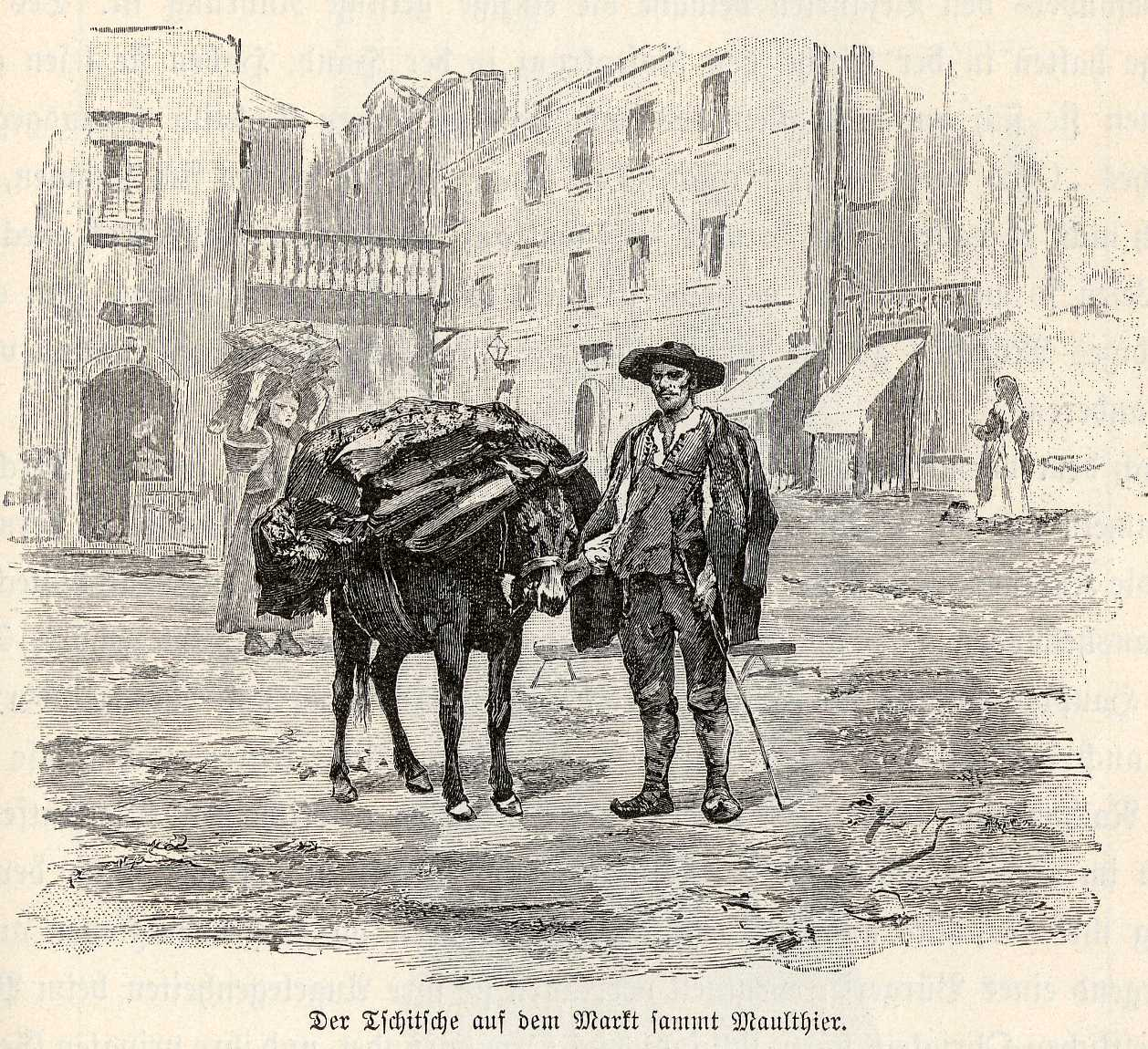
Ein Tschitsche um 1891

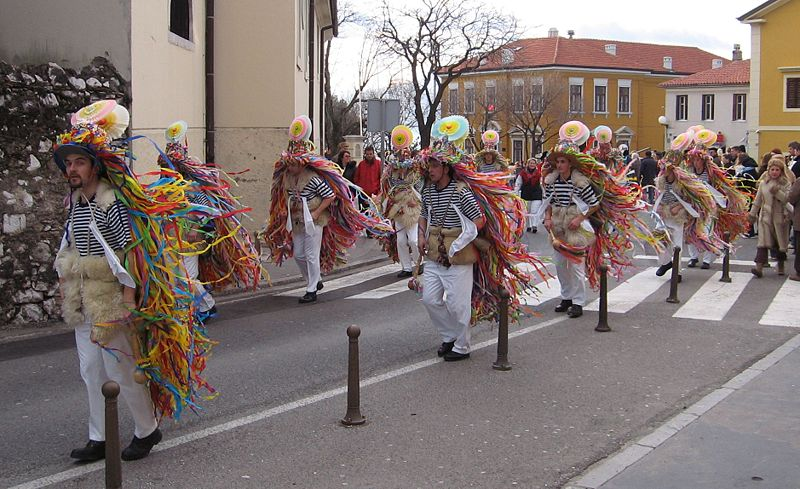
Regionaler Karnevalsumzug (kroatischer Name: zvončar) in der Traditionsvariante von Žejane in Rijeka

Die Istrorumänen (Eigenbezeichnung: rumâri oder „Vlahi“, kroatisch Ćiribirci (Ćići) oder Istrorumunji) sind eine kleine romanische Volksgruppe, die eng mit den Dakorumänen (Rumänen im engeren Sinn), Meglenorumänen und den Aromunen verwandt ist und nur noch in wenigen Dörfern im Osten Istriens lebt. Früher (z. B. im damaligen Standardwerk Die österreichisch-ungarische Monarchie in Wort und Bild) wurde diese Volksgruppe auch als „Tschitschen“ oder „Čići“ bzw. „Cićen“ bezeichnet, das vom Wort ćića für Vetter, Onkel abgeleitet sein soll. Die istrische Region Ćićarija, der „Tschitschenkarst“, ist nach den Bewohnern benannt.
Am stärksten ist die istrorumänische Sprache noch in Žejane (istrorumänisch Jeiani, Dorf der Gemeinde Matulji), 28 km nordwestlich von Rijeka, und in einigen Dörfern der Gemeinde Kršan lebendig. Insgesamt sprechen heute nur noch 500–1000 zumeist ältere Menschen die istrorumänische Sprache. Die italienische Volkszählung von 1921 verzeichnete 1644 Istrorumänen. Die Istrorumänen sind die letzten Sprecher der Dialekte der Morlaken, die hier noch nicht von slawischen Dialekten ersetzt wurden.